# Вязовский сельсовет (Тонкинский район)
Вязовский сельсовет — сельское поселение в Тонкинском районе Нижегородской области. 
Административный центр — село Вязовка.

## История
Статус и границы сельского поселения установлены Законом Нижегородской области от 15 июня 2004 года № 60-З «О наделении муниципальных образований - городов, рабочих посёлков и сельсоветов Нижегородской области статусом городского, сельского поселения».

## Население
| 2002 | 2010 | 2012 | 2013 | 2014 | 2015 | 2016 |
| ---- | ---- | ---- | ---- | ---- | ---- | ---- |
| 1088 | ↘941 | ↘912 | ↘880 | ↘837 | ↘807 | ↘782 |
| 2017 | 2018 | 2019 | 2020 | 2021 |      |      |
| ↘768 | ↘739 | ↘718 | ↘695 | ↘649 |      |      |

## Состав сельского поселения
| №  | Населённый пункт | Тип населённого пункта       | Население |
| -- | ---------------- | ---------------------------- | --------- |
| 1  | Алёшино          | деревня                      | ↘0        |
| 2  | Березники        | деревня                      | ↘2        |
| 3  | Буйское          | деревня                      | ↘1        |
| 4  | Вязовка          | село, административный центр | ↘403      |
| 5  | Ключи            | деревня                      | →0        |
| 6  | Кодочиги         | деревня                      | ↘242      |
| 7  | Колчино          | деревня                      | ↘0        |
| 8  | Коржавино        | деревня                      | ↘0        |
| 9  | Николаевское     | деревня                      | ↘3        |
| 10 | Окунево          | деревня                      | ↘0        |
| 11 | Рамень           | деревня                      | ↘0        |
| 12 | Селезни          | деревня                      | ↘0        |
| 13 | Старые Краи      | деревня                      | ↘153      |
| 14 | Типайки          | деревня                      | →137      |